# Hans Pflügler
Johannes Christian „Hans“ Pflügler (* 27. März 1960 in Freising), auch „Hansi“ genannt, ist ein ehemaliger deutscher Fußballspieler.

## Karriere

### Vereine
Vom siebten bis fünfzehnten Lebensjahr spielte Pflügler beim SV Vötting-Weihenstephan, einem Stadtteil-Verein seiner Geburtsstadt Freising, und wechselte anschließend in die Jugendabteilung des FC Bayern München, bei dem er 1981 einen Lizenzspielervertrag für die Bundesliga erhielt. Sein erstes Bundesligaspiel bestritt er am 12. September 1981 (6. Spieltag) bei der 1:3-Niederlage im Auswärtsspiel gegen Eintracht Braunschweig, als er in der 56. Minute für Paul Breitner eingewechselt wurde. Noch vor seinem zweiten Bundesligaeinsatz gab er seinen Einstand im europäischen Landesmeisterpokal-Wettbewerb. Am 30. September 1981 wurde er im Rückspiel der 1. Runde, beim 5:0-Sieg im Münchner Olympiastadion gegen den schwedischen Meister Östers IF, in der 74. Minute für Wolfgang Kraus eingewechselt.
Pflügler bestritt 4 Supercup-, 34 DFB-Pokal- (3 Tore), 57 Europapokal- (7 Tore) und 277 Erstligaspiele (36 Tore), wobei er sein letztes Bundesligaspiel drei Jahre nach Beendigung seiner Profi-Karriere bestritt. Am 8. April 1995 (25. Spieltag) half er beim 1:1-Unentschieden im Heimspiel gegen den 1. FC Kaiserslautern aufgrund der Personalnot bei den Profis aus. Für die Amateure des FC Bayern München spielte er von 1992 bis 1997 und in der Saison 2001/2002 in der Bayernliga bzw. Regionalliga Süd. Von 1997 bis 2001 und von 2004 bis 2006 war er für den SC Eintracht Freising in der Landesliga Süd aktiv.

### Nationalmannschaft
Für die A-Nationalmannschaft spielte er zwischen 1987 und 1990 elfmal und wurde mit ihr Weltmeister. Sein Debüt gab Pflügler am 25. März 1987 in Tel Aviv beim 2:0-Sieg gegen die Auswahl Israels. Sein letztes Spiel bestritt er am 19. Juni 1990 in Mailand beim 1:1 gegen Kolumbien, seinem einzigen Spiel bei der Weltmeisterschaft in Italien.
Für den Gewinn der Weltmeisterschaft 1990 erhielt er das Silberne Lorbeerblatt.

## Sonstiges
Noch vor seiner Bundesligakarriere als Abwehrspieler begann er 1981 sein Studium zum Stahlbauingenieur, welches er nach sieben Jahren mit Erfolg abschloss. Sein Bruder Karl war ebenfalls als Fußballspieler aktiv, nach gemeinsamer Zeit bei der Bayern-Amateurmannschaft spielte er mit der SpVgg Unterhaching zeitweise in der 2. Bundesliga.
Von 1992 bis 2017 war er beim FC Bayern München als Abteilungsleiter „Outlets“ in der Direktion „Merchandising/Outlets und Lizenzen“ tätig. Seit 2017 kümmert er sich um die Organisation der Traditionsmannschaft „FC Bayern Legends“.
Außerdem ist er Betreiber der „Pension Pflügler“ in seiner Heimatstadt Freising.

## Erfolge

### Nationalmannschaft
- Weltmeister: 1990

### Landesauswahl Bayern
- Länderpokal-Sieger: 1980

### Verein

#### FC Bayern München
- Finalist im Europapokal der Landesmeister 1982, 1987
- Deutscher Meister 1985, 1986, 1987, 1989, 1990
- DFB-Pokal-Sieger 1982, 1984, 1986
- DFB-Supercup-Sieger 1982 (inoffiziell)
- DFL-Supercup-Sieger 1987, 1990